# لاتین‌نویسی کره‌ای اصلاح‌شده

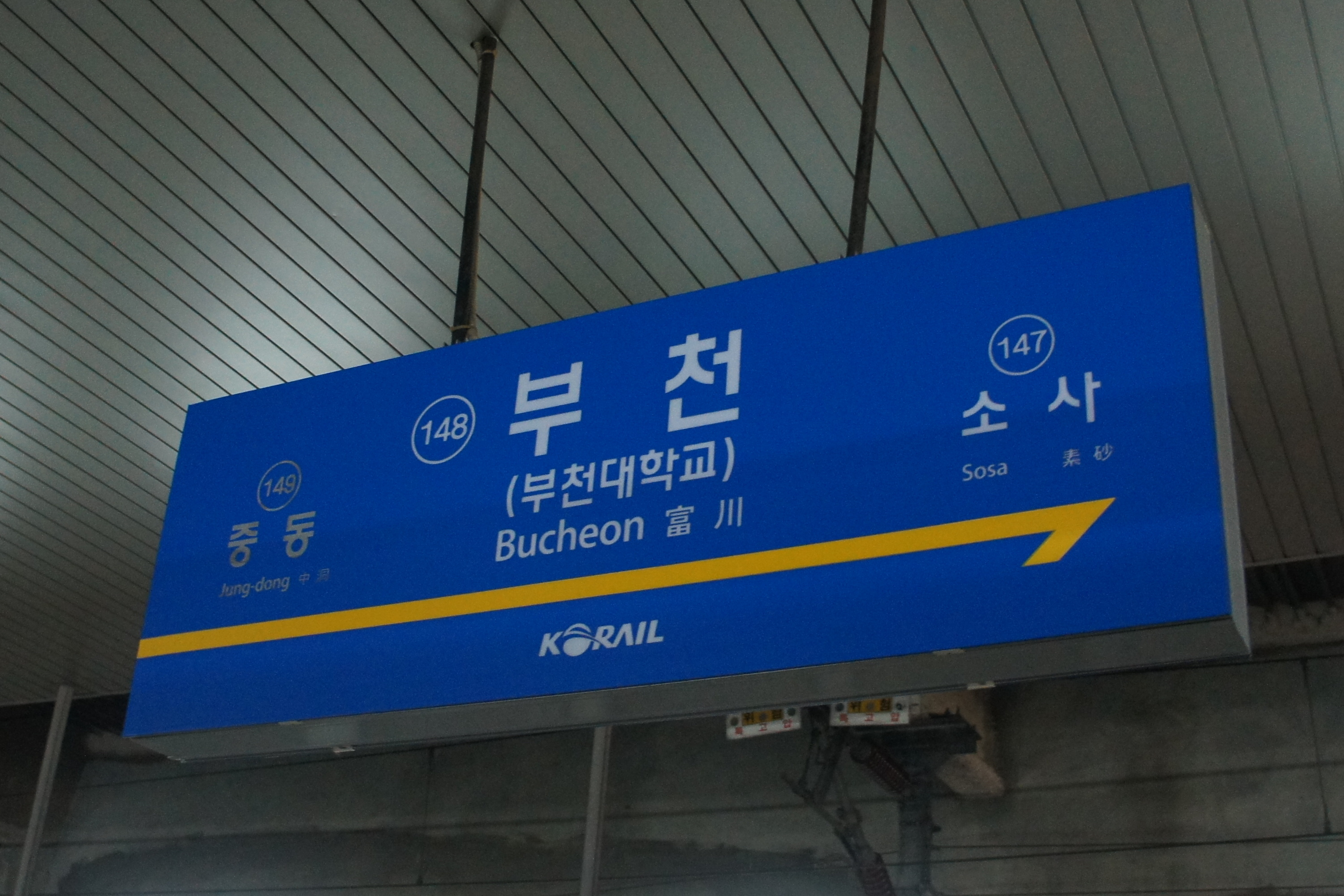
تابلوی نام ایستگاه بوچون

لاتین‌نویسی کره‌ای اصلاح‌شده (انگلیسی: Revised Romanization of Korean؛ کره‌ای: 국어의 로마자 표기법) (اختصاری RR) سیستم رسمی لاتین‌نویسی زبان کره‌ای در کره جنوبی است. این سیستم توسط آکادمی ملی زبان کره‌ای از سال ۱۹۹۵ توسعه داده شد و در ۷ ژوئیه ۲۰۰۰ توسط وزارت فرهنگ، ورزش و جهانگردی کره جنوبی در اعلامیهٔ شمارهٔ ۲۰۰۰–۸ انتشار عمومی یافت.
سیستم جدید، مشکلات اجرایی مک‌کیون–ریشاور را حل کرده‌است، مانند پدیده‌هایی که در آن همخوان‌ها و واکه‌های مختلف در غیاب نمادهای خاص، غیرقابل تشخیص می‌شوند. به بیان واضح تر، در سیستم مک‌کیون–ریشاور، همخوان‌های کره‌ای ㄱ (k), ㄷ (t), ㅂ (p) و ㅈ (ch) و ㅋ (k'), ㅌ (t'), ㅍ (p') و ㅊ (ch') وقتی آپاستروف برداشته شود، غیرقابل تشخیص می‌شوند. علاوه بر این، واکه‌های کره‌ای 어 (ŏ) و 오 (o), و همچنین 으 (ŭ) و 우 (u), زمانی که بریو برداشته شود، غیرقابل تشخیص می‌شوند. به خصوص در استفاده از اینترنت، که در آن حذف آپاستروف‌ها و بریوها رایج است، این باعث سردرگمی بسیاری از کره‌ای‌ها و همچنین سردرگمی خارجی‌ها شد. به همین خاطر، بازبینی با این باور صورت گرفت که اگر مک‌کیون–ریشاور بدون بازبینی رها شود، به گیج کردن مردم، هم کره‌ای‌ها و هم خارجی‌ها ادامه خواهد داد. 